# Alejandro Casañas
Alejandro Francisco Casañas Ramírez (ur. 29 stycznia 1954 w Hawanie) – kubański lekkoatleta, płotkarz i sprinter, dwukrotny wicemistrz olimpijski. 
Specjalizował się w biegu na 110 metrów przez płotki, ale odniósł również wiele sukcesów z sztafecie 4 × 100 metrów.
Startował w biegu na 110 metrów przez płotki na igrzyskach olimpijskich w 1972 w Monachium, ale nie ukończył biegu eliminacyjnego. Jego pierwszym sukcesem międzynarodowym było zwycięstwo na 110 m przez płotki na igrzyskach Ameryki Środkowej i Karaibów w 1974 w Santo Domingo. Na igrzyskach panamerykańskich w 1975 w Meksyku również zdobył złoty medal na 110 m przez płotki]. W sztafecie 4 × 100 metrów zajął wraz z kolegami 2. miejsce.
Na igrzyskach olimpijskich w 1976 w Montrealu Casañas został wicemistrzem w biegu na 110 m przez płotki. Biegł również w składzie sztafety 4 × 100 m, która w finale zajęła 5. miejsce. 21 sierpnia 1977 podczas uniwersjady w Sofii ustanowił rekord świata na 110  przez płotki czasem 13,21 s. Był drugi na tym dystansie w Pucharze Świata w 1977 w Düsseldorfie. 
Obronił złoty medal na 110 m przez płotki na igrzyskach Ameryki Środkowej i Karaibów w 1978 w Medellín. Na igrzyskach panamerykańskich w 1979 w San Juan zdobył srebrne medale w biegu na 110 m przez płotki i w sztafecie 4 × 100 m. Zajął 3. miejsce na 110 m przez płotki Pucharze Świata w 1979 w Montrealu
Na igrzyskach olimpijskich w 1980 w Moskwie Casañas ponownie został wicemistrzem w biegu na 110 m przez płotki. Sztafeta 4 × 100 m z jego udziałem nie ukończyła biegu eliminacyjnego. Zajął 2. miejsce na 110 m przez płotki Pucharze Świata w 1981 w Rzymie. Po raz trzeci zwyciężył na 110 m przez płotki na igrzyskach Ameryki Środkowej i Karaibów w 1982 w Hawanie. Na igrzyskach panamerykańskich w 1983 w Caracas zdobył srebrny medal na tym dystansie. Na mistrzostwach świata w 1983 w Helsinkach awansował do półfinału w tej konkurencji, ale w nim nie wystąpił. Podczas zawodów Przyjaźń-84 zajął 7. miejsce w finale na 110 m przez płotki.
Czterokrotnie zwyciężał na 110 przez płotki na mistrzostwach Ameryki Środkowej i Karaibów: w Xalapa (1977), Santo Domingo (1981), Hawanie (1983) i Nassau (1985).